# Psychoda paraderces
Psychoda paraderces és una espècie d'insecte dípter pertanyent a la família dels psicòdids.

## Descripció
- La femella és quasi indistingible de Psychoda aderces, excepte en els trets genitals.
- La placa subgenital de la femella té forma d'"Y".
- La femella fa 0,9 mm de llargària a les antenes, mentre que les ales li mesuren 1,4-1,8 de longitud i 0,6-0,7 d'amplada.
- El mascle no ha estat encara descrit.[2][5]

## Distribució geogràfica
Es troba a Borneo, les illes Filipines (Negros i Mindanao) i Nova Guinea.